# Noa Lang
Noa Noëll Lang (Capelle aan den IJssel, 17 juni 1999) is een Nederlands voetballer die doorgaans als vleugelspeler speelt. Hij staat sinds juli 2025 onder contract bij Napoli, dat 28 miljoen euro betaalde aan PSV. Lang debuteerde in 2021 in het Nederlands voetbalelftal.

## Clubcarrière

### Jeugd, Feyenoord en Ajax
Lang werd geboren in Capelle aan den IJssel en groeide op in Rotterdam. Hij begon met voetballen bij het Rotterdamse RSV HION. Hier werd hij in 2005 gescout door Feyenoord, waar hij acht jaar in de jeugdopleiding speelde in een lichting met onder andere Dylan Vente, Tyrell Malacia en Tahith Chong. Tussendoor speelde Lang in de jeugd van FC Nantes en Beşiktaş, doordat zijn stiefvader Nordin Boukhari als profvoetballer in Frankrijk en Turkije speelde. Lang, die als kind aanhanger was van Ajax, kreeg in 2013 het aanbod om over te stappen naar de jeugdopleiding van de Amsterdammers. Lang besloot naar Amsterdam te gaan, iets wat hem sindsdien werd nagedragen door supporters van Feyenoord.
Lang maakte op 3 april 2017 zijn debuut voor Jong Ajax in de Eerste divisie, in een met 2–0 gewonnen thuiswedstrijd tegen Jong FC Utrecht. Lang kwam in de 81e minuut in het veld voor Ezra Walian. Hij maakte op 15 december 2017 zijn eerste doelpunt voor dit elftal, in een 2–2 remise uit bij FC Emmen. Met Jong Ajax werd hij in het seizoen 2017/18 kampioen van de Eerste divisie. Ook zat hij aan het eind van het seizoen enkele wedstrijden op de bank bij het eerste elftal van Ajax.
Lang debuteerde in september van seizoen 2018/19 in het eerste van Ajax, in een met 0–7 gewonnen bekerwedstrijd tegen HVV Te Werve. Lang kwam na de rust in het veld voor David Neres. Zijn Eredivisiedebuut volgde op 13 maart 2019, als invaller tegen PEC Zwolle. In deze wedstrijd gaf hij de voorzet voor de winnende treffer. Op 2 april 2019 werd zijn contract bij Ajax verlengd tot medio juni 2021. Afgezien van drie invalbeurten in de Eredivisie speelde hij steeds voor Jong Ajax.
Lang speelde ook in seizoen 2019/20 voor Jong Ajax. In september werd hij overgeplaatst naar de selectie van het eerste team. Trainer Erik ten Hag gaf aan dat Lang zich goed ontwikkelde, maar dat het meeverdedigen nog moest verbeteren. Hij debuteerde op 17 september 2019 in de Champions League, als invaller tegen Lille OSC. Op 27 november 2019 verving hij, ook tegen Lille OSC, ploeggenoot Zakaria Labyad, die in de tweede helft uitviel met een knieblessure. Lang kreeg op 1 december 2019 voor het eerst een basisplaats in de Eredivisie, uit tegen FC Twente. Hij maakte in die wedstrijd de 2–1, 2–2 en 2–4 voor Ajax. Lang was hiermee, na Henk Groot in 1959, de tweede Ajax-basisdebutant die een hattrick wist te scoren.

### Verhuur aan FC Twente
Ajax verhuurde Lang in de tweede seizoenshelft van 2019/20 aan FC Twente. Hij scoorde daar in zijn tweede wedstrijd voor het eerst. Hij maakte op 1 februari 2020 in minuut 90 de 2–0 (ook de eindstand) tegen Sparta Rotterdam. Lang keerde eind april 2020 vroegtijdig terug bij Ajax.

### Club Brugge
Lang vertrok op 5 oktober 2020 op huurbasis naar Club Brugge, dat hem aan het einde van het seizoen definitief overnam. De Belgische club maakte in ruil hiervoor zes miljoen euro over naar Ajax. Tijdens zijn eerste seizoen bij Club Brugge presteerde Lang boven verwachting. Hij werd door de Club Brugge-supporters meermaals uitgeroepen tot Speler van de Maand. Met 16 doelpunten werd hij dat seizoen clubtopscorer en gekozen tot belofte van het jaar in de Belgische voetbalcompetitie. Hij werd op 20 mei 2021 kampioen van België met Brugge door een 3–3 gelijkspel tegen Anderlecht. Tijdens het aansluitende kampioensfeest veroorzaakte Lang een incident, door om stilte te vragen en vervolgens een lied in te zetten: "Liever dood dan Sporting-jood". De misstap ging onmiddellijk rond op de social media. Club Brugge bagatelliseerde de zaak, maar de Disciplinaire Raad van de Belgische voetbalbond KBVB verplichtte de voetballer tot een educatief bezoek aan Kazerne Dossin, het Belgische holocaustmuseum. Lang bleef drie seizoenen bij Club Brugge. Hij speelde in die tijd 99 wedstrijden in de Eerste klasse en maakte daarin 32 doelpunten. Langs tweede jaar in Belgische dienst begon met het winnen van de Supercup 2021, tegen KRC Genk. Hij maakte die wedstrijd zelf de 2–1, waarna het uiteindelijk 3–2 werd. Club Brugge en hij prolongeerden in 2021/22 het landskampioenschap. Lang maakte dat seizoen minder doelpunten, maar gaf meer assists. Hij won met Club Brugge ook de Supercup 2022, tegen KAA Gent. Deze keer gaf hij de assist waaruit zijn ploeggenoot Andreas Skov Olsen het enige doelpunt van de wedstrijd maakte.

### PSV
Lang tekende in juli 2023 een contract tot medio 2028 bij PSV. Dat betaalde circa 12 miljoen euro voor hem aan Club Brugge, een bedrag dat door eventuele bonussen nog kon oplopen tot 15 miljoen euro. Daarmee was hij in potentie de duurste aankoop van PSV ooit, nadat de Eindhovenaren (in 2001) 14 miljoen euro betaalden voor Mateja Kežman. Lang maakte op 4 augustus 2023 zijn debuut voor PSV, tijdens het duel om de Johan Cruijff Schaal 2023 tegen landskampioen Feyenoord. Hij maakte die dag het enige doelpunt van de wedstrijd. Zijn debuut met PSV in de Eredivisie volgde acht dagen later. PSV en hij wonnen toen met 2–0 van FC Utrecht. Hij maakte ook in deze wedstrijd de 1–0. Lang scoorde daarna ook in zijn tweede en derde wedstrijd in de Eredivisie, tegen RKC Waalwijk en N.E.C., evenals in zijn zesde, tegen FC Volendam. Hij moest op 8 oktober 2023 een uitwedstrijd bij Sparta Rotterdam na 35 minuten staken met een blessure aan zijn hamstring. Die bleef hem daarna zodanig hinderen dat hij in het restant van seizoen 2023/24 nog maar vier speelronden (gedeeltelijk) in actie kwam. Zo had hij een bescheiden bijdrage aan het winnen van het landskampioenschap dat jaar. Nadat hij na januari 2024 zes maanden helemaal niet meer aan spelen toekwam, maakte Lang in augustus 2024 zijn rentree. Hij opende die dag tijdens de wedstrijd om de Johan Cruijff Schaal 2024 opnieuw de score tegen wederom Feyenoord. De prijs ging deze keer uiteindelijk echter naar de Rotterdammers. Lang speelde in het seizoen 2024/25 in 29 speelronden, waarvan 23 keer als basisspeler. Hij maakte dat seizoen elf competitiedoelpunten, waarvan twee tijdens een met 2–3 gewonnen wedstrijd uit bij Feyenoord. Zijn ploeggenoten en hij werden onder meer door die overwinning voor het tweede seizoen achter elkaar landskampioen.

### Napoli
Op 17 juli 2025 tekende Lang een vijfjarig contract bij SSC Napoli uit de Serie A. De Italiaanse kampioen van 2025 zou naar verluidt een transfersom van 28 miljoen euro betaald hebben aan PSV.

## Clubstatistieken
| Seizoen       | Club          | Competitie     | Competitie | Competitie | Competitie | Beker/Supercup | Beker/Supercup | Beker/Supercup | Internationaal | Internationaal | Internationaal | Totaal | Totaal | Totaal |
| Seizoen       | Club          | Competitie     | Wed.       | Dlp.       | Ass.       | Wed.           | Dlp.           | Ass.           | Wed.           | Dlp.           | Ass.           | Wed.   | Dlp.   | Ass.   |
| ------------- | ------------- | -------------- | ---------- | ---------- | ---------- | -------------- | -------------- | -------------- | -------------- | -------------- | -------------- | ------ | ------ | ------ |
| 2016/17       | Jong Ajax     | Eerste divisie | 2          | 0          | 1          | —              | —              | —              | —              | —              | —              | 2      | 0      | 1      |
| 2017/18       | Jong Ajax     | Eerste divisie | 14         | 2          | 4          | —              | —              | —              | —              | —              | —              | 14     | 2      | 4      |
| 2018/19       | Jong Ajax     | Eerste divisie | 22         | 5          | 3          | —              | —              | —              | —              | —              | —              | 22     | 5      | 3      |
| 2019/20       | Jong Ajax     | Eerste divisie | 9          | 5          | 4          | —              | —              | —              | —              | —              | —              | 9      | 5      | 4      |
| Club Totaal   | Club Totaal   | Club Totaal    | 47         | 12         | 12         | 0              | 0              | 0              | 0              | 0              | 0              | 47     | 12     | 12     |
| 2018/19       | Ajax          | Eredivisie     | 3          | 0          | 1          | 1              | 0              | 0              | 0              | 0              | 0              | 4      | 0      | 1      |
| 2019/20       | Ajax          | Eredivisie     | 5          | 3          | 0          | 1              | 1              | 0              | 3              | 0              | 0              | 9      | 4      | 0      |
| Club Totaal   | Club Totaal   | Club Totaal    | 8          | 3          | 1          | 2              | 1              | 0              | 3              | 0              | 0              | 13     | 4      | 1      |
| 2019/20       | → FC Twente   | Eredivisie     | 7          | 1          | 0          | 0              | 0              | 0              | —              | —              | —              | 7      | 1      | 0      |
| Club Totaal   | Club Totaal   | Club Totaal    | 7          | 1          | 0          | 0              | 0              | 0              | 0              | 0              | 0              | 7      | 1      | 0      |
| 2020/21       | Ajax          | Eredivisie     | 1          | 0          | 0          | 0              | 0              | 0              | —              | —              | —              | 1      | 0      | 0      |
| Club Totaal * | Club Totaal * | Club Totaal *  | 9          | 3          | 1          | 2              | 1              | 0              | 3              | 0              | 0              | 14     | 4      | 1      |
| 2020/21       | → Club Brugge | Eerste klasse  | 29         | 16         | 9          | 2              | 0              | 1              | 6              | 1              | 1              | 37     | 17     | 11     |
| 2021/22       | Club Brugge   | Eerste klasse  | 37         | 7          | 14         | 5              | 2              | 0              | 6              | 0              | 1              | 48     | 9      | 15     |
| 2022/23       | Club Brugge   | Eerste klasse  | 33         | 9          | 7          | 3              | 3              | 1              | 4              | 0              | 0              | 40     | 12     | 8      |
| Club Totaal   | Club Totaal   | Club Totaal    | 99         | 32         | 30         | 10             | 5              | 2              | 16             | 1              | 2              | 125    | 38     | 34     |
| 2023/24       | PSV           | Eredivisie     | 11         | 4          | 1          | 3              | 1              | 0              | 5              | 0              | 0              | 19     | 5      | 1      |
| 2024/25       | PSV           | Eredivisie     | 29         | 11         | 10         | 5              | 1              | 0              | 10             | 2              | 2              | 44     | 14     | 12     |
| Club Totaal   | Club Totaal   | Club Totaal    | 40         | 15         | 11         | 8              | 2              | 0              | 15             | 2              | 2              | 63     | 19     | 13     |
| TOTAAL        | TOTAAL        | TOTAAL         | 202        | 63         | 54         | 20             | 8              | 2              | 34             | 3              | 4              | 256    | 74     | 60     |

Bijgewerkt op 18 mei 2025.

* beide periodes voor Ajax.

## Interlandcarrière
Lang kwam van september 2014 tot in 2021 uit voor diverse Nederlandse jeugdelftallen en Jong Oranje. Hij werd in oktober 2021 voor het eerst opgenomen in de selectie van het Nederlands elftal, voor twee WK-kwalificatiewedstrijden. Hij maakte op 8 oktober 2021 zijn debuut in het Nederlands elftal in een met 0–1 gewonnen WK-kwalificatiewedstrijd, uit tegen Letland. Zijn tweede interland volgde op 11 oktober 2021. Hij was toen basisspeler in een met 6–0 gewonnen WK-kwalificatiewedstrijd, thuis tegen Gibraltar. Lang maakte op 14 juni 2022 zijn eerste interlanddoelpunt, in een met 3–2 gewonnen wedstrijd in de UEFA Nations League 2022/23 tegen Wales. Bondscoach Louis van Gaal nam Lang later dat jaar ook op in de Nederlandse selectie voor het WK 2022. Tijdens dit WK mocht hij één keer invallen, in de na strafschoppen verloren kwartfinale tegen Argentinië.
| Interlands van Noa Lang voor Nederland | Interlands van Noa Lang voor Nederland | Interlands van Noa Lang voor Nederland | Interlands van Noa Lang voor Nederland | Interlands van Noa Lang voor Nederland | Interlands van Noa Lang voor Nederland |
| №                                      | Datum                                  | Wedstrijd                              | Uitslag                                | Competitie                             | Goals                                  |
| -------------------------------------- | -------------------------------------- | -------------------------------------- | -------------------------------------- | -------------------------------------- | -------------------------------------- |
|                                        |                                        |                                        |                                        |                                        |                                        |
| Als speler bij Club Brugge             | Als speler bij Club Brugge             | Als speler bij Club Brugge             | Als speler bij Club Brugge             | Als speler bij Club Brugge             | 2                                      |
| 1.                                     | 8 oktober 2021                         | Letland – Nederland                    | 0 – 1                                  | Kwalificatie WK 2022                   |                                        |
| 2.                                     | 11 oktober 2021                        | Nederland – Gibraltar                  | 6 – 0                                  | Kwalificatie WK 2022                   |                                        |
| 3.                                     | 13 november 2021                       | Montenegro – Nederland                 | 2 – 2                                  | Kwalificatie WK 2022                   |                                        |
| 4.                                     | 8 juni 2022                            | Wales – Nederland                      | 1 – 2                                  | UEFA Nations League 2022/23            |                                        |
| 5.                                     | 14 juni 2022                           | Nederland – Wales                      | 3 – 2                                  | UEFA Nations League 2022/23            | 17'                                    |
| 6.                                     | 9 december 2022                        | Nederland – Argentinië                 | 2 – 2 (3 – 4)                          | Kwartfinale WK 2022                    |                                        |
| 7.                                     | 14 juni 2023                           | Nederland – Kroatië                    | 2 – 4                                  | UEFA Nations League 2022/23            | 90+6'                                  |
| 8.                                     | 18 juni 2023                           | Nederland – Italië                     | 2 – 3                                  | UEFA Nations League 2022/23            |                                        |
| Als speler bij PSV                     |                                        |                                        |                                        |                                        |                                        |
| 9.                                     | 7 september 2023                       | Nederland – Griekenland                | 3 – 0                                  | Kwalificatie EK 2024                   |                                        |
| 10.                                    | 10 september 2023                      | Ierland – Nederland                    | 1 – 2                                  | Kwalificatie EK 2024                   |                                        |
| 11.                                    | 16 november 2024                       | Nederland – Hongarije                  | 4 – 0                                  | Nations League 2024/25                 |                                        |
| 12.                                    | 19 november 2024                       | Bosnië en Herzegovina – Nederland      | 1 – 1                                  | Nations League 2024/25                 |                                        |
| 13.                                    | 23 maart 2025                          | Spanje - Nederland                     | –                                      | Nations League 2024/25                 |                                        |
| 14.                                    | 10 juni 2025                           | Nederland - Malta                      | 8-0                                    | Kwalificatie WK 2026                   | 78'                                    |

## Erelijst
| Competitie           |           |                  |           |           |
| Competitie           | Aantal    | Jaren            |           |           |
| Jong Ajax            | Jong Ajax | Jong Ajax        | Jong Ajax | Jong Ajax |
| -------------------- | --------- | ---------------- | --------- | --------- |
| Eerste divisie       | 1x        | 2017/18          |           |           |
| Ajax                 |           |                  |           |           |
| Eredivisie           | 1x        | 2018/19          |           |           |
| KNVB beker           | 1x        | 2018/19          |           |           |
| Johan Cruijff Schaal | 1x        | 2019             |           |           |
| Club Brugge          |           |                  |           |           |
| Eerste klasse A      | 2x        | 2020/21, 2021/22 |           |           |
| Belgische Supercup   | 2x        | 2021, 2022       |           |           |
| PSV                  |           |                  |           |           |
| Eredivisie           | 2x        | 2023/24, 2024/25 |           |           |
| Johan Cruijff Schaal | 1x        | 2023             |           |           |

| Individueel                       |    |      |
| Jonge Profvoetballer van het Jaar | 1x | 2021 |
| Doelpunt van het Jaar             | 1x | 2021 |

## Muziekcarrière
Lang bracht op 14 september 2023 een rapnummer uit genaamd 7k op je feestje onder de naam Noano met amateurvoetballer, rapper en jeugdvriend Anthony Baarh onder zijn artiestennaam Antybanty. Dat werd diezelfde dag meer dan 100.000 keer gestreamd op Spotify. Een kortere versie van het nummer was toen sinds de zomer van 2023 al zeven miljoen keer beluisterd op TikTok. Het nummer werd een bescheiden hit in Nederland. In 2024 maakte hij samen met de rapper Ronnie Flex het nummer Damage. Dit nummer werd een grote hit in Nederland. Het bereikte de toppositie van de Single Top 100 en stond vier weken op deze positie.Het nummer is momenteel al meer dan 20 miljoen keer geluisterd op spotify.  De piekpositie in de Nederlandse Top 40 was de achttiende plek en in de Vlaamse Ultratop 50 kwam het tot plaats 47. 
Op 24 januari 2025 bracht Lang een nieuw nummer uit genaamd 'Waka' met rapper Emms. Waka behaalde de top 40 en kwam uit eindelijk op plek 7. Waka heeft in totaal 8 weken in de top 40 gestaan. Op 25 april 2025 bracht hij een nummer uit samen met rapper Jonna Fraser genaamd 'Matcha Coco'. Dit nummer behaalde echter niet de top 40; het kwam niet verder dan plek 4 op de Tipparade.

### Discografie
| Lied                             | Verschijnen       | Album | Hitlijsten | Hitlijsten | Hitlijsten  | Hitlijsten  | Hitlijsten   | Hitlijsten   | Opmerkingen |
| Lied                             | Verschijnen       | Album | BE (VL)    | BE (VL)    | NL (Top 40) | NL (Top 40) | NL (Top 100) | NL (Top 100) | Opmerkingen |
| Lied                             | Verschijnen       | Album | Piek       | Weken      | Piek        | Weken       | Piek         | Weken        | Opmerkingen |
| -------------------------------- | ----------------- | ----- | ---------- | ---------- | ----------- | ----------- | ------------ | ------------ | ----------- |
| 7k op je feestje (met Antybanty) | 14 september 2023 | —     | —          | —          | tip5        | —           | 6            | 9            | als Noano   |
| Damage (met Ronnie Flex)         | 25 oktober 2024   | —     | 47         | 1          | 18          | 9           | 1(4wk)       | 21           | als Noano   |
| Waka (met Emms)                  | 24 januari 2025   | —     | —          | —          | 7           | 8           | 2            | 10*          | als Noano   |

## Privé
Lang heeft een Surinaamse vader en een Nederlandse moeder. Zijn stiefvader was voormalig voetballer Nourdin Boukhari. Hij is een neef van de voetballers Jeffrey Bruma en Marciano Bruma. Hij is ook familie van de voetballers Kyle Ebicilio en Lorenzo Ebicilio, Fabian Wilnis, Ibad Mohamadu en Roland Alberg. Lang slaagde in 2015 voor de mavo op het Groen van Prinstererlyceum in Vlaardingen. Hij werd in 2023 vader van een zoon. In 2024 werd ook zijn tweede zoon geboren.